# Charles Kuentz
Pour l’article homonyme, voir Charles Kuentz (égyptologue).
Charles Kuentz (Ranspach, 18 février 1897 – Colmar, 7 avril 2005), est le dernier vétéran alsacien de l'Armée impériale de Guillaume II de la Première Guerre mondiale.

## Biographie
Charles Kuentz est né le 18 février 1897 à Ranspach en Alsace (sous le contrôle de l'empire Allemand à ce moment) et il est mort le 7 avril 2005 à Colmar, il a combattu lors de la Première Guerre mondiale et fut mobilisé lors de la Seconde Guerre mondiale, il a une femme Germaine Kuentz née Beck (1902-1989), un fils François Kuentz (1926-1944) mort sous l'uniforme allemand pendant la Seconde Guerre mondiale, ainsi qu'une fille Marie Odile Kuentz (1924-1967).
À sa mort en 2005 il était le dernier vétéran alsacien de l'Armée impériale de Guillaume II de la Première Guerre mondiale.

### Première Guerre mondiale
Comme 380 000 Alsaciens-Lorrains, Charles Kuentz est mobilisé sous l'uniforme allemand lors de la Première Guerre mondiale. Il est appelé en 1916 et sert comme artilleur jusqu'en 1918. Après le conflit, Kuentz demande, comme la plupart des Alsaciens-Lorrains, la nationalité française.

### Seconde Guerre mondiale
Au début des hostilités, Charles Kuentz est de nouveau mobilisé, cette fois du côté français, comme télégraphiste. Peu après, il est rendu à la vie civile en raison de son âge et de ses obligations familiales.
Il s'installe en 1940 à Colmar avec sa famille, alors que l'Alsace est de nouveau rattachée à l'Allemagne, pour former le Gau Baden-Elsaß.
Le fils aîné de Charles Kuentz sert dans l'armée allemande, enrôlé de force dans la Waffen-SS en février 1944 à l’âge de 17 ans. Il a combattu en Normandie au sein de la 1re division SS, et est mortellement blessé le 20 août 1944. Il est décoré à titre posthume de La Croix de fer de 2ème classe le 9 novembre 1944.
Charles Kuentz meurt à Colmar le 7 avril 2005 . Il est inhumé au cimetière  de Ladhof. Il était le dernier vétéran alsacien de l'Armée impériale de Guillaume II durant la Première Guerre mondiale.